# The Awakening (banda)
The Awakening es una banda gótica fundada en Johannesburgo, Sudáfrica en 1995 por el vocalista, compositor, guitarrista y productor Ashton Nyte. El sonido ha sido descrito como un híbrido de rock gótico, metal, y nueva ola - una combinación que fue descrita por Nyte como "rock oscuro futurista". The Awakening ha publicado nueve álbum de estudio, varios sencillos, EP y dos álbumes de grandes éxitos. Desde 2008, The Awakening están radicados en Estados Unidos.
The Awakening es considerado por la prensa como "la banda de rock gótico Sudáficano y una de las bandas de la escena alternativa más reconocida". The Awakening ha tenido sencillos radiales en los listas y clubs de Sudáfrica, Europa, y los Estados Unidos, y se convirtió en la primera banda de rock gótico en encabezar la mayoría de los festivales nacionales en Sudáfrica, incluyendo Oppikoppi y RAMfest, y se han realizado para aforos de más de 30.000 asistentes.

## Historia

### Primeros años y álbum debut
El vocalista y guitarrista Ashton Nyte comenzó su carrera musial como la líder de la banda de rock sudafricana Martyr's Image, formada a comienzos de 1994. En 1995, Nyte les propuso a la bajista de Martyr's Image Jenni Hazell y al guitarrista Philip Booyens unirse a su nuevo proyecto, el cual fue tentativamente llamado Children of the Torch pero fue cambiado posteriormente a The Awakening justo a la par de su primer show en febrero de 1996.
Inmediatamente después de la primera presentación, Nyte comenzó a producir su primer álbum de estudio, Risen. El álbum fue grabado en Mega Music Studios en Johannesburgo con Leo Erasmus, como productor. Más conciertos fueron dándose, y en medio de una programación estable de espectáculos regresó a grabar su cover de la canción de Simon and Garfunkel «The Sounds of Silence». El sencillo llegó al #1 en los listados de rock en Sudáfrica y se convirtió en un clásico de culto en el rock sudafricano.
The Awakening se convirtieron inmediatamento famosos en África del Sur y en foco de una gran controversia debido a su estilo y sonido oscuro.

### Request
El segundo álbum de estudio de The Awakening, Request, abrazó los sonidos electrónicos e industriales New romantic de 1980. The Awakening comenzó a lograr aún más notoriedad en la radio convencional y medios con sus sencillos «Maree», «Rain» y «Before I Leap». «Maree» como sencillo vendió 5.000 copias en su primer año sin apoyo de casa discográfica, y también llegó al #1 en los listados de rock de Sudáfrica. El primer vídeo musical de The Awakening fue «Rain» dirigido por Katinka Harrod. El vídeo fue filmado en medio del invierno, lo que plantea un desafío único y potencialmente peligroso para Nyte quien cantó bajo agua helada durante el rodaje, fue pintado de negro en el cuerpo, y manguera limpia para otras escenas. El vídeo trabajo más exposición pública y fue presentado en varios shows musicales de África.
En noviembre de 1998, Ashton Nyte estrenó su sello discográfico independiente, Intervention Arts, y reeditó los dos álbumes anteriors de Awakening como edición de re-masterización con bonus track y nuevos diseños. El álbum fue entregado a distribuidores en Estados Unidos y Alemania, y como resultado The Awakening construyó una base de fanáticos internacional. El éxito «Rain» fue publicado en Estados Unidos en varias estaciones radiales y CD compilatorios.

### Ethereal Menace
Con un nuevo miembro en vivo, Nyte creó el tercer álbum de estudio de la banda, Ethereal Menace, en el cual utilizó elementos de música industrial. Este estilo fue apodado más tarder como "rock oscuro futurista". Ethereal Menace fue publicado en julio de 1999, y logró una recepción entusiasta: el sencillo «The March» fue exitoso y otro vídeo musical fue producido por la empresa el director y ganador del South African Music Awards, Eban Olivier Concrete Productions, y el vídeo fue rotado en MTV Europe.

### The Fourth Seal of Zeen
En diciembre de 1999, Nytel se tomó un descanso de la banda para concentrarse en publicar su primer álbum de estudio solista The Slender Nudes. Nyte regresó a la banda en septiembre de 2000, cuando publicó The Fourth Seal of Zeen. El álbum épico muestra un rango de sonido entre darkwave y rock gótico clásico. La canción «The Dark Romantics» se convirtió en un himno de las pistas de baile gótico en el mundo, y sigue siendo uno de los sencillos más conocidos de la banda hasta la fecha. En el año 2001, el EP The Fountain fue publicado, el cual hizo eco de la atmósfera y estilo de Zeen. El sencillo de The Fountain llegó al #4 en los listados, y se posicionó en el top 10 por nueve semanas. Nyte publicó su segundo álbum solista, Dirt Sense, en 2002, el cual pasó 17 semanas en los listados, posicionándose en el #2.

### Roadside Heretics
En junio de 2002 Nyte grabó el álbum más agresivo de la banda a la fecha, Roadside Heretics, Garrick van der Tuin reemplazó a Glenn Welman como baterista de estudio lo cual influenció en los sonidos más duros del álbum. Tématicamente, Roadside Heretics luchó en contrar de las personas discriminadas y aisladas - un tema bien conocido en Sudáfrica. Según Nyte, Roadside Heretics marca una nueva era para The Awakening, mientras se concentraba en captar la intensidad de las presentaciones en vivo con el sonido del álbum. Uno de los sencillos del álbum, The Marker estuvo dos semanas en el #1 en los listados. En el mismo año, el álbum de éxitos Sacrificial Etchings fue publicado, incluyendo sencillos desde 1997 a 2002 y unas canciones previas sin estrenar como el éxito «Vampyre Girl». Sacrificial Etchings se posicionó como el álbum top #18 de 2003 en Sudáfrica.

### Darker Than Silence
Nyte publicó su tercer álbum solista, Sinister Swing, en 2003. Un año después Nyte comenzó a trabajar en el álbum más ambicioso de The Awakening, Darker Than Silence, con temas líricos sobre devastación y medicación. Canciones como «One More Crucifixion», «Angelyn» y «The Needle and the Gun» lograron una recepción mundial positiva y éxito notable en Sudáfrica y Alemania. El éxito llevó a The Awakening a realizar su primera gira por Estados Unidos en el 2004.
En julio de 2005, Nyte publicó su cuarto álbum solista, Headspace con su banda Ashton Nyte and the Accused.

### Razor Burn

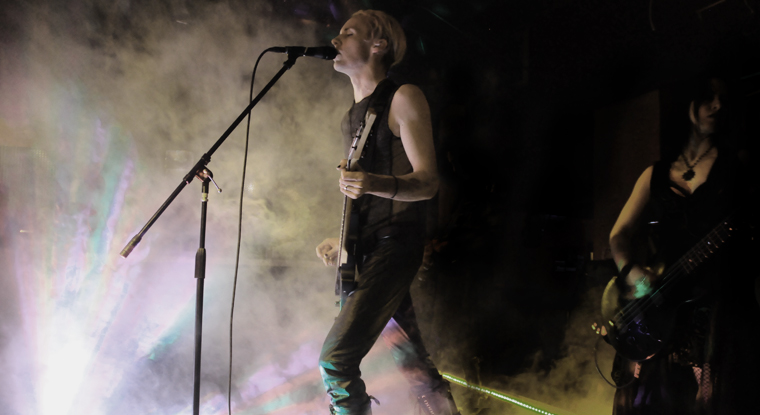
The Awakening en concierto en 2009

En 2006 Nyte firmó un contrato de management con MCM Music, y más tarde firmó un contrato discográfico con el sello discográfico alemán Massacre Records. The Awakening publicó un séptimo álbum de estudio, Razor Burn. Con distribución y mercadeo europea de Massacre Records, el álbum recibió más notoriedad que su álbum anterior así como también comentarios positivos de prensa musical alternativa. Intervention Arts distribuyó el álbum en Sudáfrica y Estados Unidos. El álbum fue precedido por una segunda gira en Estados Unidos.
A finales de 2007, Nyte se trasladó a Estados Unidos para realizar una tercera gira. The Awakening realizó uno de sus primeros shows en Estados Unidos como acto principal en el escenario de HM Magazine en Cornerstone Festival en el 2008. El quinto álbum solista de Nyte The Valley, fue publicado en Sudáfrica en octubre de 2008 y en Estados Unidos en junio de 2010.

### Tales of Absolution and Obsoletion
En 2009, The Awakening completó otra gira por Estados Unidos en promoción a su octavo álbum de estudio, Tales of Absolution and Obsoletion publicado en junio de 2009. El tour en vivo incluyó a la diseñadora gótica Rose Mortem en piano y teclados, quien se casó con Nyte el mismo año. El álbum fue descrito como el "más teatral y dramático".

### Anthology XV
El 15 de febrero de 2013, Nyte anunció en la página web oficial de The Awakening que habría un lanzamiento de una complicación nueva antológica titulada Anthology XV, incluyendo dos nuevas canciones así como remixes, reelaboraciones, y versiones actualizadas de las canciones más conocidas de The Awakening. Anthology XV fue publicado en abril de 2013 y una gira de varias fechas por Sudáfrica está programada entre marzo y abril de 2014. Un nuevo álbum de estudio está planeado para ser lanzado en 2014.

## Música
La música de The Awakening ha evolucionado desde sus primeros años. Mientras Risen enfatiza fuertemente en la vieja escuela de guitarristas de rock gótico, Request abraza la electrónica y el nuevo movimiento romántico de 1980. Ethereal Menace comienza la era de "el rock oscuro futurista"–el cual es, tal como Nyte describe "un híbrido de guitarras y electrónica dura, con una fuerte corriente subterránea en la pista de baile". Nyte declará a David Bowie y Kate Bush como sus "héroes personales" pero señala que su gusto musical es "muy amplio".
Como otros artistas que prefieren crear bajo un nombre de banda, The Awakening es "una creación creativa de Ashton Nyte>". Desde sus inicios, la banda ha tenido una línea de integrantes no permanente distintas para cada gira. A menos que se indique lo contrario, toda la instrumentación de los álbumes, voces y letras son escritas e interpretadas por Nyte, quien describe sus logros de shows en vivo como "un ritual - tipo de experiencia basada en apariciones y actuaciones teatrales en escena". Se describe, además, los "elementos de pasión, belleza, poesía y teatro" como las piedras angulares de los conciertos en vivo.

## Discografía
| Álbumes de estudio - 1997: Risen - 1998: Request - 1999: Ethereal Menace - 2000: The Fourth Seal of Zeen - 2002: Roadside Heretics - 2004: Darker Than Silence - 2006: Razor Burn - 2009: Tales of Absolution and Obsoletion Álbumes de grandes éxitos - 2003: Sacrificial Etchings - 2013: Anthology XV EP - 1999: The March - 1999: Sentimental Runaways - 2001: The Fountain |